# Urediniospora

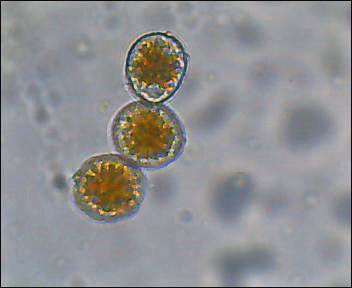
Urediniospory Puccinia recondita

Urediniospora lub urediospora – rodzaj zarodnika konidialnego (konidium). Powstaje w wyniku podziału mitotycznego, należy więc do grupy mitospor. Zarodniki tego typu wytwarzają grzyby z rzędu rdzowców Pucciniales (dawniej zaliczanych do klasy Teliomycetes, nieistniejącej w najnowszej systematyce grzybów). Wytwarzane są przez strzępki diploidalnej grzybni, mają więc diploidalną liczbę chromosomów. Powstają w skupiskach zwanych urediniami.
U rdzy zbożowej (Puccinia graminis) urediniospory to czerwonobrunatne, jednokomórkowe, dwujądrowe zarodniki o grubej i chropowatej ścianie komórkowej. Wydostają się na zewnątrz przez rozerwania skórki łodygi i liści zbóż. Miejsca ich wydostawania się wyglądają jak czerwonobrunatne, podłużne lub okrągławe kreski lub plamki. Wytwarzane są wczesnym latem i nie zimują. Nazywane są zarodnikami letnimi, w odróżnieniu od teliospor, które wytwarzane są przez te same gatunki grzybów jesienią i zimują, stąd też nazywane są zarodnikami zimowymi. Urediniospory mogą zarażać sąsiednie rośliny i zazwyczaj szybko w ciągu lata rozprzestrzeniają chorobę na całym polu. W jednym sezonie wegetacyjnych powstaje kilka generacji urediniospor i to one pełnią najważniejszą rolę w rozprzestrzenianiu się choroby.
Czasami u niepełnocyklowych gatunków rdzy urediniospory pełnią funkcję ecjospor, nazywane są wówczas urediniosporami ecjalnymi. Specyficzną odmianą urediniospor są amfispory.

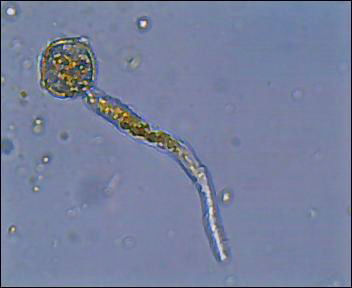
Kiełkująca urediniospora rdzy Puccinia recondita